# Sumatra-Orang-Utan

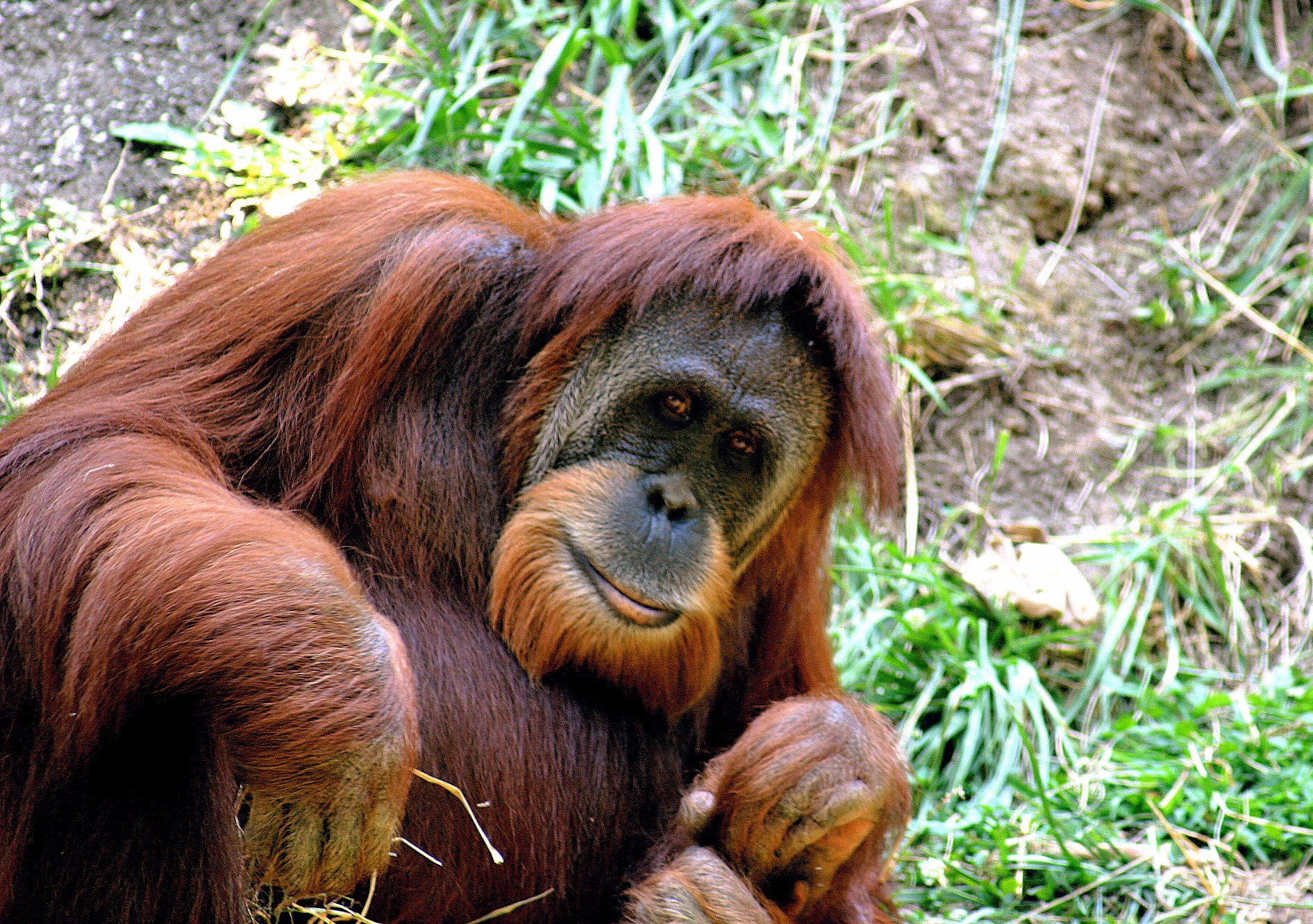
Orang-Utan im Zoo von Cincinnati

Der Sumatra-Orang-Utan (Pongo abelii) ist eine Menschenaffenart. Zusammen mit dem Borneo-Orang-Utan und dem 2017 beschriebenen Tapanuli-Orang-Utan bildet er die Gattung der Orang-Utans. Er lebt in den nordwestlichen Teilen der Insel Sumatra.
Seinen wissenschaftlichen Namen erhielt der Sumatra-Orang-Utan nach dem britischen Naturforscher und Botaniker Clarke Abel. Orang Utan bedeutet auf indonesisch Waldmensch. Traditionell werden Orang Utans in Teilen Indonesiens auch als Mawas bezeichnet.

## Merkmale
Sumatra-Orang-Utans unterscheiden sich von ihren borneanischen Verwandten 
unter anderem im Fell, das meist heller und rötlicher gefärbt ist und in einem etwas zierlicheren, leichteren Körperbau. Die Backenwülste insbesondere der älteren Männchen sind etwas kleiner, sie liegen flacher am Kopf und sind oft mit weißen Haaren bedeckt. Der Bart, den beide Geschlechter tragen, ist in der Regel etwas länger, der Kehlsack ausgewachsener Männchen hingegen kleiner. Mit den Borneo-Orang-Utans 
teilen sie den an eine baumbewohnende Lebensweise angepassten Körperbau: die Arme sind sehr lang, die Hände hakenförmig, der Daumen kurz und nahe an der Handwurzel lokalisiert, die Beine kurz und sehr beweglich und die Füße handähnlich.

## Lebensweise
Sumatra-Orang-Utans sind tagaktive Waldbewohner, zur Nachtruhe errichten sie ein Blätternest, das in der Regel nur einmal verwendet wird. Sie klettern langsam mit allen vier Gliedmaßen oder schwingen auf den Ästen. Im Gegensatz zu ihren borneanischen Verwandten kommen sie nur selten auf den Boden, vermutlich aufgrund der Bedrohung durch ihren wichtigsten Fressfeind, den Sumatra-Tiger.
Sie sind meist allein anzutreffen, führen aber keine strikt einzelgängerische Lebensweise. Männchen und Weibchen versuchen, feste Territorien zu etablieren, wobei das Revier des Männchens das mehrerer Weibchen überlappt. Sie sind sozialer als Borneo-Orang-Utans, manchmal schließen sich zwei Weibchen für mehrere Tage zur Nahrungssuche zusammen. Es gibt für diese Art Beobachtungen von größeren Gruppenbildungen und auch zeitweiligen Zusammenschlüssen eines Männchens mit einem Weibchen und deren Jungtieren. Insbesondere jüngere Tiere können aber kein Territorium errichten, sondern verbringen ihr Leben als „Wanderer“, die ohne Revier ständig umherstreifen.
Vermutlich aufgrund der sozialeren Lebensweise ist der Werkzeuggebrauch bei ihnen deutlich häufiger als bei ihren borneanischen Verwandten. Man hat Tiere dabei beobachtet, wie sie Holzstöcke dazu verwendet haben, um damit zu graben, zu kämpfen oder sich zu kratzen. Vor Regen und praller Sonne schützen sie sich mit großen Blättern, die sie über ihren Kopf halten.
Sumatra-Orang-Utans sind überwiegend Pflanzenfresser, die sich hauptsächlich von Früchten (etwa Feigen), aber auch von Blättern, jungen Trieben und Baumrinde ernähren. In größerem Ausmaß als Borneo-Orang-Utans nehmen sie aber auch Insekten und andere fleischliche Nahrung zu sich. Belegt ist beispielsweise das Erbeuten und Verzehren von Sunda-Plumploris.

## Bedrohung und Schutz

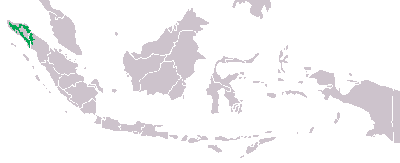
Verbreitungsgebiet des Sumatra-Orang-Utans

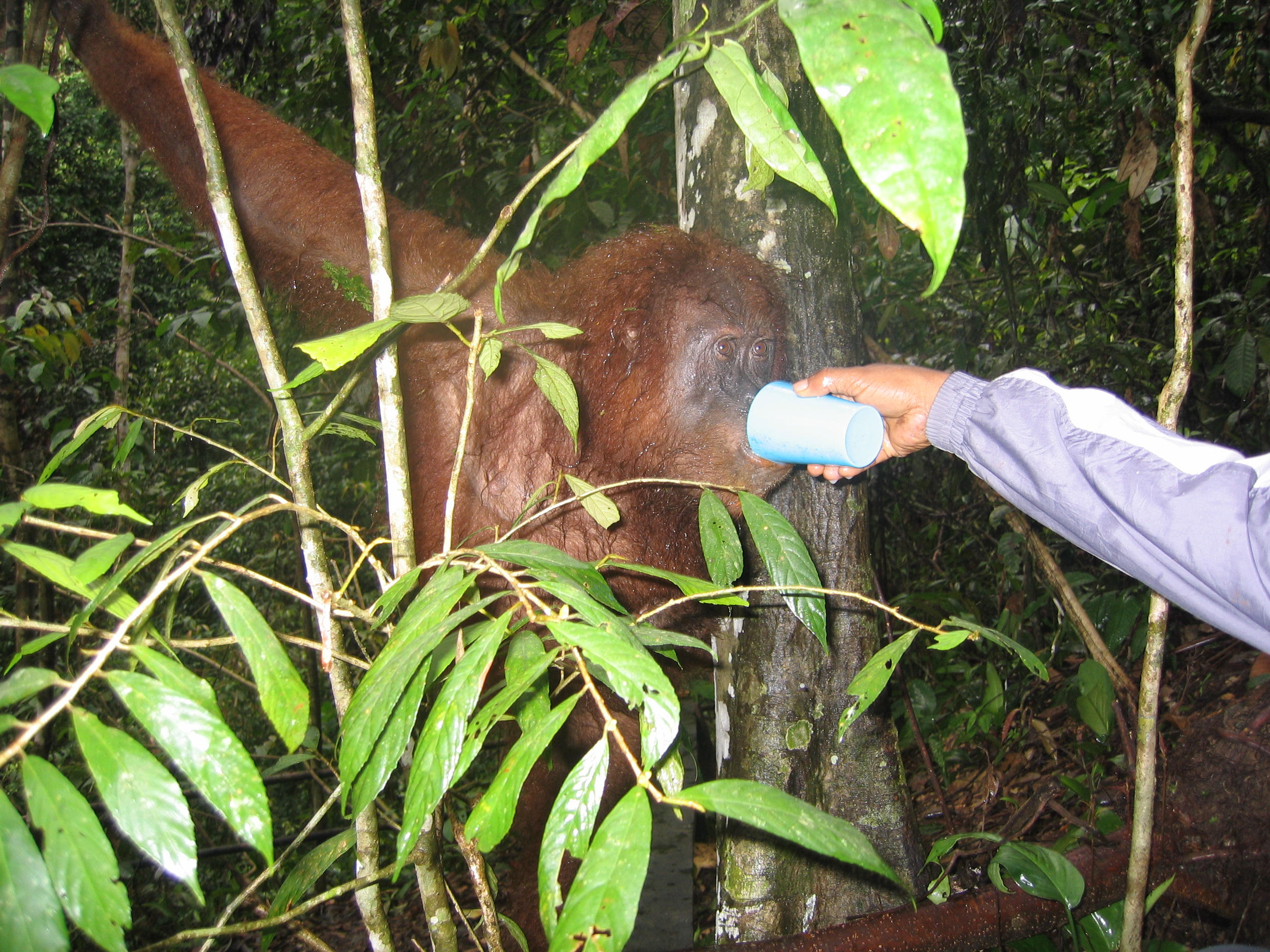
Fütterung eines weiblichen Tieres in Bukit Lawang, Sumatra

Der Sumatra-Orang-Utan zählt zu den bedrohten Arten. Hauptgrund dafür ist der Verlust seines Lebensraumes: die Wälder werden zur Holzgewinnung oder zur Errichtung landwirtschaftlicher Flächen (etwa für Palmöl) in großem Ausmaß gerodet. Hinzu kommen die Bejagung und der illegale Handel mit Jungtieren, die als Haustiere gehalten werden. Verschärft werden diese Faktoren durch die langsame Reproduktionsrate der Tiere: so bringt ein Weibchen nur alle vier bis acht Jahre ein Jungtier zur Welt.
In vielen Regionen Sumatras sind die Orang-Utans ausgestorben. Sie kommen heute nur mehr im Norden der Insel vor. Der Bestand wird auf rund 14.600 Tiere geschätzt (Stand: 2015). Die IUCN listet den Sumatra-Orang-Utan als „vom Aussterben bedroht“ (critically endangered).
Die größten Populationen finden sich im Nationalpark Gunung Leuser. Dort haben Regina Frey und Monica Borner im Jahr 1973 die Orang-Utan-Station Bohorok initiiert, unterstützt von der Zoologischen Gesellschaft Frankfurt (ZGF) und privaten Spenden. Die ZGF übergab im Jahr 1980 die Verwaltung der Station an die indonesische Regierung, seitdem wird sie von der nationalen P.H.P.A. (Perlindungan = Schutz, Hutan = Wald, Pengewetan = Erhaltung, Alam = Natur) geführt. Von diesem Zeitpunkt an wurde die Station allerdings immer mehr zum Ausflugsziel für Touristen. Irgendwann war eine koordinierte und erfolgreiche Auswilderung kaum mehr möglich. 1997 wurde die Auswilderung aus dieser Station endgültig eingestellt. (Eine schwere Sturzflut des Bohorok-Flusses im Jahr 2003 hat die Einrichtung schwer in Mitleidenschaft gezogen.)
Daher entschied sich die Zoologische Gesellschaft Frankfurt 1998 zusammen mit der Stiftung PanEco eine neue Auswilderungsstation auf Sumatra aufzubauen. Diese sollte diesmal allerdings außerhalb des Gunung-Leuser-Nationalparks entstehen. Denn schon lange herrschte unter vielen Forschern die Meinung, dass bei der Auswilderung von Orang-Utans auf eine Auswilderung in bereits von Orang-Utans bewohnte Gebiete wenn möglich verzichtet werden sollte. Und da die einzige bedeutende Orang-Utan-Population auf Sumatra im Gunung-Leuser-Ökosystem lebt, wurde nach Alternativen gesucht. Diese wurden schließlich im Nationalpark Bukit Tigapuluh (Provinz Jambi) gefunden. Das Gebiet wurde nach einer Prüfung als ein für Orang-Utans geeigneter Lebensraum befunden. Außerdem lebten hier seit dem 19. Jahrhundert keine Orang-Utans. 2001 wurde die Station genehmigt und befindet sich jetzt in der Pufferzone außerhalb des Bukit-Tigapuluh-Nationalparks und sorgt so für die Hoffnung auf eine zweite große Orang-Utan-Population auf Sumatra.

## Persönlichkeiten
- Bella (Orang-Utan), Alters-Weltrekordhalterin im Tierpark Hagenbeck